# يوحنا بطرس الحاج
يوحنا بطرس الحاج (1817 - 1898) البطريرك الماروني الحادي والسبعون بدءًا من 1890 وحتى وفاته 1898 في واحدة من أقصر الحبريات المارونية دامت ثماني سنوات فقط؛ شغل الحاج قبل أنتخابه بطريركًا منصب رئيس أساقفة بعلبك وقبلها قاضي المحكمة الروحية المارونية، وله أيضًا ديوان شعري بعنوان «القلادة العسجدية في مدائح مار يوحنا الحاج بطريرك الطائفة المارونية».

## حياته
ولد في قرية دلبتا الواقعة في قضاء كسروان من محافظة جبل لبنان حاليًا عام 1817، ووالده يعقوب الحاج كان قس القرية. أرسله والده إلى مدرسة عين ورقة اللاهوتية لتلقي العلوم وكان يديرها حينها أحد أقاربه الشدياق خاطر الحصروني، وفيها أتقن الرياضيات والفلسفة واللاهوت واللغات العربية والسريانية واللاتينية والإيطالية، وبعد أن ختم دروسه رقي إلى درجة الكهنوت عام 1839.
درس على يد الخوري (المطران فيما بعد) يوحنا حبيب، مؤسس جمعية المرسلين اللبنانيين الموارنة، أصول القضاء الروحي في المحكمة الروحية المارونية وعاونه في مهامه، وبعد أن استقال الخوري حبيب بداعي التقدم بالسن غدا الحاج القاضي الأول في المحكمة الروحية المارونية؛ وقد نقل المؤرخ والأسقف الماروني يوسف الدبس أنه عندما وقعت فتنة عام 1860 رفض الحاج التوقيع على صك المصالحة، «ولم يثن عزمه وعيد ولا تهديد».
عام 1861 وفي 15 أغسطس تحديدًا رقّاه البطريرك بولس بطرس مسعد إلى درجة الأسقفية كمطران لأبرشية بعلبك التي كان المجمع اللبناني قد استحدثها عام 1736، خلفًا لمطرانها المتوفى أنطون الخازن، وكان من أبرز أعماله خلال توليه شؤون الأبرشية بناء مقر لها في عرمون وألحق به مدرسة إكليركية لطلاب الأبرشية، كما بنى إكليركية أخرى بالقرب من بكركي تشرف عليها أبرشية بعلبك؛ وفي عام 1867 عندما سافر البطريرك مسعد إلى اسطنبول للقاء السلطان عبد العزيز الأول كان يوحنا الحاج من ضمن الوفد المرافق، وخلال تلك الزيارة، عرج البطريرك مسعد والوفد إلى كل من باريس وروما.

## بطريركيته
| يوحنا بطرس الحاج    | إذا كانت عظامي تنفع الطائفة، فخذوها. | يوحنا بطرس الحاج |
| — يوحنا بطرس الحاج. |                                      |                  |

في أبريل 1890 توفي البطريرك مسعد بعد حبرية طويلة، وانتخب بالقرعة يوحنا الحاج بطريركًا. حبريته القصيرة لم تتح له الكثير من المجال للعمل، غير أنه قد سجّل له ترميم دير بكركي وتوسعته حيث أضاف الطاق العلوي من الدير وأضاف إلى الطابق السفلي منه وتولى عملية الهندسة المهندس الراهب ليونار اللعازاري، وقد أقام البطريرك خلال فترة توسعة الدير والتي استمرت ثلاث سنوات في دير سيدة النصر في غوسطا والذي كان قد أشرف على بناءه عندما كان أسقفًا. كذلك فقد شيّد ديرًا آخر في الديمان ليكون المقر الصيفي للبطاركة، ويعرف اليوم هذا الدير باسم «الكرسي القديم».
سعى البطريرك الحاج عن طريق نائبه إلياس الحويك (البطريرك اللاحق) لتجديد المدرسة المارونية في روما وقد نجح في مسعاه هذا؛ وخلال حبريته تم شراء دار للطائفة المارونية في القدس وذلك بتبرعات من موارنة فلسطين وبعض أعيان لبنان، وبقربها كنيسة صغيرة وعيّن فيها نائبًا بطريركيًا من قبله ليعنى بشرون من فيها من الموارنة ومن يفدها زائرًا، كذلك فقد أقام البطريرك نائبًا بطريركًا في باريس وحصل من الحكومة الفرنسية على أرض لتشييد كنيسة مارونية في المدينة. كما أنه قد رقى سبعة كهنة إلى درجة الأسقفية خلال حبريته.
أصدر البطريرك عام 1894 رسالة رعويّة حرم فيها القمار بعد أن كان شائعًا في جبل لبنان، وقد اشتمل التحريم تعاطيه وحضور حلقاته ووصفه بأنه «الداء الوبيل» وفي 16 مايو 1895 أصدر رسالة رعويّة أخرى يثبت فيها مقررات مجمع البطاركة الشرقيين الذي انعقد في روما أواخر نوفمبر 1894، وأشار إلى أنه الواجب العمل لتحقيق أعمال المجمع الذي لم يتمكن البطريرك من السفر لحضوره. دعم البطريرك أيضًا عمل الإرساليات الكاثوليكية اللاتينية الوافدة إلى لبنان وسوريا من يسوعيين وفرنسيسكان وغيرهم، ومدح دومًا أعمالهم، رغم اعتراض الأوساط المحافظة في الطائفة. كما كانت علاقته جيدة مع السلطات العثمانية، واصدر في غير مناسبة رسائل تؤكد واجب «الخضوع والانقياد لسلطتها».

### الأوسمة
حصل البطريرك على عدد وافر من الأوسمة، فإثر ارتقاءه إلى السدة البطريركية حصل على الوسام المجيدي الأول، وعاد السلطان عام 1898 فمنحه الوسام العثماني الأول بعد أن أصدر البطريرك رسالة عامة يحضّ فيها الموارنة على التبرع بعد أن طلبه السلطان لمنفعة عائلات الجرحى والقتلى خلال الحروب، وكان قد حاز قبلاً الميدالية الذهبية الكبرى بعد أن تبرع بمبلغ ستة آلاف فرنك مساعدة لمنكوبي الزلزال الذي ضرب اسطنبول، كما أهدت إليه الحكومة الفرنسية صليبًا ذهبيًا ووسام جوقة الشرف من رتبة كومندور، ومنحه البابا ليون الثالث عشر وسام القبر المقدس من الدرجة الأولى.

### العلاقة مع الدولة العثمانية
كانت العلاقة بين البطريرك والدولة العثمانية التي كان على رأسها حينذاك عبد الحميد الثاني في أوج من التفاهم، فمن ناحية أصدر البطريرك عدة مناشير تعضد «السلطنة السَنية»، ثم تبرع بمبلغ ستة آلاف فرنك بعد زلزال القسطنطينية وحضّ الموارنة على التبرع، ومن ناحية ثانية أهداه العثمانون وسامي المجيدي والعثماني والميدالية الذهبية، فضلاً عن ترقية عدد من الموارنة إلى مناصب عليا في الدولة، فقد غدا سليم ملحمة باشا وزيرًا للزراعة والغابات في اسطنبول ونجيب بك أفندي ملحمة موفدًا باسم السلطان إلى إمارة بلغاريا وسعادة شديد بك حبيش قنصلاً عامًا للدولة العثمانية في فرنسا، بعد أن تقلّب في قنصليات أخرى، وقد كتب مؤرخ البطاركة الموارنة يوسف داغر «أن الطائفة بهذه التعيينات قد نمت عزًا وفخارًا».

## مواقع خارجية
- بطاركة من تاريخ الموارنة على يوتيوب.
- البطريرك يوحنا بطرس الحاج.(بالإنجليزية)
- البطاركة الموارنة.(بالإنجليزية)

| سبقه بولس بطرس مسعد | بطريرك أنطاكية وسائر المشرق للموارنة 1890 - 1898 | تبعه إلياس بطرس الحويك |